# 皇家丹麥曲奇
皇家丹麥曲奇（丹麥語：Royal Dansk）是凱爾森集團（Kelsen Group）的牛油曲奇品牌，該公司旗下還有對大中華地區銷售的藍罐曲奇品牌。2019年，该集团被费列罗收购。

## 歷史

### 皇家丹麦曲奇
皇家丹麦曲奇公司于1966年成立，该公司于1990年收购蓝罐曲奇公司合并后成立凯尔森公司。

### 丹麥藍罐曲奇
丹麥原本沒有藍罐曲奇的品牌，品牌的歷史最早可追溯至1933年，奇新和安娜夫婦兩人在丹麥日德蘭半島的一個小村莊製作曲奇餅，並售賣到附近的村莊，因為生意不錯，於是開設了第一家曲奇店，後來還興建廠房量產，希望將曲奇餅賣到丹麥全國。
這家在丹麥家庭式經營的小店本來並沒有打算把曲奇餅賣到國外，更沒有想到會賣到亞洲，卻在偶然的機會引進到香港銷售。1960年代，有一位丹麥貿易專員打算將丹麥的產品在香港推廣銷售，他認識了在香港從政的羅保爵士，於是請爵士幫忙在香港開拓丹麥產品的市場，羅保爵士收到丹麥貿易專員送交的丹麥商品雜誌及產品資料，但這些資料大部分是科技及農業產品，爵士認為這些產品不太適合香港市場，直至翻到丹麥商品雜誌的最後一頁，羅保爵士對「就像祖母做的曲奇」的廣告感到興趣，於是要求生產商提供樣品試吃，奇新曲奇店不久便答應並且將曲奇的樣品寄送到香港。
羅保爵士收到第一批曲奇樣品後與親朋好友試吃，大家在品嚐後都受到曲奇餅的牛油香味吸引，但因為這份樣品是用紙袋包裝，曲奇很容易便在運送過程中被壓碎，而且香港天氣的濕度普遍較高，曲奇餅很快變軟，失去香脆口感，羅保爵士便提議店方改用鐵罐包裝，避免餅乾被壓碎及受潮的品質問題，店方在幾個月後向他寄送了80盒用鐵罐保存的曲奇，這個罐子很實用，很多香港人會用來放錢幣及針線等東西。曲奇於香港取得成功後，奇新就決定在香港開設分公司，1980年代打入中國大陸市場後，在丹麥的銷售隨即停止，不過至今所有出品，仍然在丹麥兩間廠房製造。曲奇鐵罐的主體色調是皇室藍，這是因為這種顏色在西方文化代表皇室及高貴，故此被稱為「藍罐曲奇」，但在東方文化卻普遍被認為不是吉利的色彩，羅保爵士於是提議丹麥廠方在鐵罐的塗裝加入金色，1989年交由香港設計師陳幼堅修改設計，將正面改成像是一塊大金幣的外觀，切合新年禮品的形象要求。
1990年，該公司被皇家丹麥公司收購並成立凱爾森集團。

### 凯尔森集团
2013年，凯尔森集团被金宝汤收购；在2019年7月16日，公司以3億美元作價，轉售予意大利糖果製造商費列羅集團。

## 外部連結
- 官方网站
- Royal Dansk的Facebook專頁
- 丹麥藍罐曲奇 Kjeldsens的Facebook專頁
- Royal Dansk的Instagram帳戶
- 丹麥藍罐曲奇的Instagram帳戶
- 丹麥藍罐曲奇的新浪微博